# Don Matteo (fumetto)
Don Matteo è una serie a fumetti, ispirata all'omonima fiction televisiva, pubblicata sulle pagine de Il Giornalino dal 2004. 
Le avventure, strutturate in storie da otto tavole ciascuna, raccontano le vicende del popolare prete investigatore della fiction televisiva; alcune riprendono, in parte, gli episodi della serie televisiva, altre sono invece del tutto inedite.
I disegni sono della fumettista Paola Camoriano, mentre i testi sono della sceneggiatrice Paola Ferrarini.
Nel numero del 2004  de Il Giornalino, che ha ospitato la prima storia, a corredo dell'iniziativa era presente una breve intervista a Terence Hill, l'attore che interpreta il ruolo di Don Matteo nella serie televisiva, la sua biografia ed una scheda che ripercorreva la storia cinematografica e letteraria di preti "famosi" quali Padre Brown e don Camillo.